# Stadion Badnjevac
Stadion Badnjevac – stadion piłkarski w Badnjevacu, w okręgu szumadijskim, w Serbii. Został otwarty w 1995 roku. Może pomieścić 8000 widzów. Swoje spotkania rozgrywają na nim piłkarze klubu FK Badnjevac.